# Joanna Kudełko
Joanna Kudełko – polska ekonomistka, doktor habilitowany nauk ekonomicznych, profesor na Uniwersytecie Ekonomicznym w Krakowie.

## Kariera naukowa
W 1998 roku została zatrudniona na Uniwersytecie Ekonomicznym w Krakowie, gdzie w 2004 roku na jego Wydziale Ekonomii i Stosunków Międzynarodowych uzyskała stopień doktora nauk ekonomicznych na podstawie rozprawy pt. Determinanty rozwoju i konkurencyjności województwa podkarpackiego, której promotorem był Andrzej Prusek. W 2015 roku ten sam wydział nadał jej stopień doktora habilitowanego nauk ekonomicznych w dyscyplinie ekonomii na podstawie pracy pt. Uwarunkowania i kierunki rozwoju województw Polski Wschodniej jako regionów słabo rozwiniętych.